# UASC A13-Klasse
Die Schiffe der UASC A13-Klasse, auch Umm Salal-Typ, zählten bei ihrer Indienststellung ab 2011 zu den weltweit größten Containerschiffen. Die Schiffe entstanden für die United Arab Shipping Company (UASC) und gehören mittlerweile zur Flotte von Hapag-Lloyd. 

## Geschichte
Die Baureihe wurde ab 2010 von der südkoreanischen Werft Samsung Heavy Industries in Koje gebaut und umfasst neun Einheiten. Auftraggeber der Baureihe ist die in Kuwait ansässige United Arab Shipping Company (UASC). Alle Schiffe der Klasse werden im Liniendienst zwischen Europa und Ostasien eingesetzt.
Durch die Fusion von UASC mit Hapag-Lloyd gelangten die Schiffe im Jahr 2017 an Hapag-Lloyd.

## Technik
Die beim Lloyd’s Register of Shipping klassifizierten A13-Schiffe zählen zu den Post-Panamax-Containerschiffen. Schiffbaulich auffallend ist das Deckshaus, das anders als bei der Mehrzahl der herkömmlichen Containerschiffe weit vorne angeordnet ist, was einen verbesserten Sichtstrahl und somit eine höhere vordere Decksbeladung ermöglicht. Im Sinne des Umweltschutzes in der Seeschifffahrt sind die unterhalb des Aufbaus angeordneten Bunkertanks erwähnenswert, die MARPOL-Vorschriften erfüllen. Die Laderäume der Schiffe werden mit Pontonlukendeckeln verschlossen. Die Schiffe haben eine maximale Containerkapazität von rund 13.470 TEU. Bei einer homogenen Beladung mit 14 Tonnen schweren 20-Fuß-Containern ist der Transport von bis zu 9100 TEU möglich. Weiterhin sind 800 Anschlüsse für Integral-Kühlcontainer vorhanden. Die An- und Ablegemanöver werden durch ein Bugstrahlruder unterstützt.
Ein aufwendiges Abgaswärme-Rückgewinnungssystem, bestehend aus einer Abgasturbine, Dampfturbine, zwei Getrieben und einem Generator erzeugt im Nennbetrieb rund 10.000 kW Strom. Die Gasturbine wird mit den Abgasen direkt aus dem Hauptmotor versorgt, dazu ist ein Bypass zu den Abgasturboladern vorhanden. Der Dampf wird in einem großen Abgaskessel mit Vorwärmer, Verdampfer und Überhitzer erzeugt. Mit diesen Maßnahmen wird ein umweltfreundlicherer Betrieb des Schiffstyps ermöglicht und im Nennbetrieb rund 10 % Brennstoff eingespart.

## Die Schiffe
| UASC A13-Klasse | UASC A13-Klasse | UASC A13-Klasse | UASC A13-Klasse  | UASC A13-Klasse            |
| Bauname         | Bau- nummer     | IMO- Nummer     | Ablieferung      | Spätere Namen und Verbleib |
| --------------- | --------------- | --------------- | ---------------- | -------------------------- |
| Umm Salal       | 1876            | 9525857         | 4. Dezember 2011 | -                          |
| Ain Snan        | 1877            | 9525869         | 16. Januar 2012  | 2021 Ain Snan Express      |
| Unayzah         | 1878            | 9525871         | 8. Februar 2012  | 2022 Unayzah Express       |
| Alula           | 1879            | 9525883         | 22. Februar 2012 | 2022 Alula Express         |
| Tayma           | 1880            | 9525895         | 7. März 2012     | 2022 Tayma Express         |
| Malik Al Ashtar | 1881            | 9525900         | 21. März 2012    | 2022 Tangier Express       |
| Al Riffa        | 1882            | 9525912         | 4. April 2012    | -                          |
| Al Qibla        | 1883            | 9525924         | 18. April 2012   | 2022 Al Qibla Express      |
| Jebel Ali       | 1884            | 9525936         | 2. Mai 2012      | -                          |
| Daten: Equasis  |                 |                 |                  |                            |